# 安村典子
安村 典子（やすむら のりこ、1945年 - ）は、日本の西洋古典文学者。専門は、ホメーロス・ギリシア神話。学位は、Ph.D.、金沢大学教授。

## 来歴・人物
東京都生まれ。1967年国際基督教大学西洋古典学専攻卒業。神田盾夫、川田殖よりギリシア語とラテン語を学ぶ。1967年より京都大学大学院文学研究科修士課程、松平千秋、岡道男のもとで西洋古典学を専攻し、1971年に同大学院文学研究科博士課程を単位取得退学。翌1972年、ケンブリッジ大学大学院に留学し、ジョン・チャドウィックの指導を受ける。帰国後は学習院大学、青山学院大学、一橋大学で講師を務める。1994年にケンブリッジ大学客員研究員、1996年に同大学院西洋古典学（Faculty of Classics）修士課程修了、さらに1997年にロンドン大学大学院博士課程修了。金沢大学では1997年以降、工学部、自然科学研究科、および文学部で教鞭を執る。2004年、ロンドン大学よりDoctor of Philosophy を授与。
研究分野は西洋古典学であり、特にホメーロスの詩をはじめとしてゼウスの王権に対する挑戦とそれに類する神話的・文学的モチーフに関する研究に特徴がある。一例として2007年の論文「『オデュッセイアー』21巻の弓競技におけるテーレマコス」（岩波書店『西洋古典学研究』55号）では求婚者たちがオデュッセウスの妻ペーネロペーの新たな夫を決めるために挑んだ弓競技に、息子テーレマコスも参加するという不可解なエピソードを取り上げ、詩人が「父を打倒する子供」というギリシア神話のモチーフを聴衆に想起させることにより、偉大な父を乗り越えようとするテーレマコスの挑戦と、父と子の間の緊張および信頼関係を描き出そうとしたと論じ、その過程でオイディプースとの類似をも指摘している。こうした研究は後に "Challenges to the Power of Zeus in Early Greek Poetry" として結実し、イギリスの出版社ブリストル・クラシック・プレス（Bristol Classical Press）から出版されることとなる（2011年）。国際基督教大学教授の佐野好則はその書評で個々のテキストの背景にあるゼウス支配に対する挑戦という主題に対して広範な渉猟と丁寧なテキストの検討によって論じる労作と評している。また講談社文芸文庫からアントーニーヌス・リーベラーリスの『メタモルフォーシス ギリシア変身物語集』も出版している（初訳、2006年）。
2010年に金沢大学を退職。その際に金沢大学の哲学・人間学研究会より『哲学・人間学論叢』が創刊されている。

## 著作

### 単著
- Challenges to the Power of Zeus in Early Greek Poetry, Bristol Classical Press, 2011
  - 2013年に Bloomsbury Academic よりペーパーバック。
- 『ゼウスの覇権―反逆のギリシア神話』京都大学学術出版会、2021年、改訂版 2024年。
  - Challenges to the Power of Zeus in Early Greek Poetry の日本語版[2]。

### 共著
- 岡野昌雄、田中敦共編『古典解釈と人間理解』 山本書店（1986年）
  - 第1章「ミュケーナイ時代の宗教」を担当
- 川島重成、高田康成共編『ムーサよ、語れ 古代ギリシア文学への招待』 三陸書房（2003年）
  - 第1章「ホメロス讃歌」を担当
- 『ギリシア喜劇全集 別巻』 岩波書店（2008年）
  - 「ギリシア記劇の上演形式」の章を担当

### 翻訳
- ジョン・チャドウィック『ミュケーナイ世界』、みすず書房（1983年）
- ロジャー・ヒンクス（英語版）『古代芸術のコスモロジー 神話と寓意表現』沓掛良彦共訳、平凡社（1989年）
- 『ギリシア悲劇全集12 エウリーピデース断片』伊藤照夫、久保田忠利 編集代表、岩波書店（1993年）
  - 『アウトリュコス』、『ベレロポンテース』、『エレクテウス』、『メレアグロス』、『ポリュイードス』、『プローテシラーオス』、『ステネボイア』および 作者不詳断片914-1024を担当。
- アントーニーヌス・リーベラーリス『メタモルフォーシス ギリシア変身物語集』、講談社文芸文庫（2006年）
- 『ギリシア喜劇全集4 アリストパネースIV』中務哲郎、久保田忠利 編集代表、岩波書店（2009年）
  - 『プルートス』p.90-190を担当。

### 論文
- 「『イーリアス』第六巻に関する一考察」（『国際基督教大学人文科学研究』12号、1977年）
- 「古典ギリシア語の教授法について」（昭和56年度科学研究費補助金「大学の一般教育科目における哲学関係諸学科の教授法：実地と理論」研究報告書、1982年）
- 「ミュケーナイ時代のバシレウ」（木魂社『エポス』9号、1985年）
- 「哀しみの糸杉」（木魂社『エポス』11号、1987年）
- 「ミュケーナイ時代のポトニア」(岩波書店『西洋古典学研究』38号、1990年)
- 「アテーナーの一票」（木魂社『エポス』12号、1991年)
- 「詩神は歌う」（ペディラディウム出版会『ペディラディウム』38号、1993年）
- 「ミュケーナイ時代の大地母神」（ペディラディウム出版会『古代ギリシアの女性像』、1994年）
- 「悲嘆の女神」（京都大学西洋古典研究会『西洋古典論集』11号・岡道男教授退官記念号、1994年）
- "Deceptive Speech in the Hymn to Aphrodite", M.Phil. Essay, Cambridge University, 1995
- "Digression in the Hymn ti Apollo", M.Phil. Essay, Cambridge University, 1996
- "Metis of Odysseus in the Iliad", M.Phil. Essay, Cambridge University, 1996
- "Some Strategies of Archaic Narrative", M.Phil. Thesis, Cambridge University, 1996
- 「ホメーロス風讃歌第三番『アポローンへの讃歌』におけるテュポーンの挿話 (305-355)」（京都大学西洋古典研究会『西洋古典論集』15号、1998年）
- "The Second Song of Demodokos in the Odyssey 8.266-366"（金沢大学教育研究センター『言語文化論叢』2号、1998年）
- "Imaginative Intelligence of Hermes in the Homeric Hymn IV, The Hymn to Hermes"（『金沢大学文学部論集 言語・文学編』19号、1999年）
- 「初期ギリシア文学における語りの手法」（科学研究費基盤研究成果報告書、2001年）
- "Cosmic Fragment of Alcman"（京都大学西洋古典研究会『西洋古典論集』18号、2001年）
- 「初期ギリシア文学におけるゼウスの主権」（『古典学の再構築』研究成果報告書、2001年）
- 「初期ギリシア文学における神々の相克」（科学研究費基盤研究成果報告書、2001年）
- "The Threat of Thetis in Book One of Iliad"（『古典学の再構築』公募論文集、2001年）
- 「『オデュッセイア』第8巻の問題」（京都大学西洋古典研究会『西洋古典論集』20号、2004年）
- 「西洋古典学における『変身物語』と、近代文学におけるその受容」（科学研究費基盤研究成果報告書、2005年）
- "The Theomachy in the Iliad"（『金沢大学文学部論集 言語・文学編』26号、2006年）
- 「『オデュッセイア』21巻の弓競技におけるテーレマコス」（岩波書店『西洋古典学研究』55号、2007年）
- 「ギリシア喜劇の深層とその今日的意義」（科学研究費基盤研究成果報告書、2007年）
- 「プロメテウス神話：ヘーシオドスから近代への変容」（科学研究費基盤研究成果報告書、2009年）
- 「パンドーラーの壷：エピルスについて」（金沢大学『哲学・人間学論叢』創刊号・安村典子教授退官記念号、2010年）
- 「アイギスをめぐって：アテーナーとゼウス」（京都大学西洋古典研究会『中務哲郎教授退官記念論文集』収録、2010年）